# Chaouki Ben Saada
Chaouki Ben Saada (Bastia, 1 de Julho de 1984) é um futebolista franco-tunisiano. Atualmente joga no Bastia pela Championnat National 2.

## Carreira
Ben Saada representou o elenco da Seleção Tunisiana de Futebol no Campeonato Africano das Nações de 2010.